# UD・クオン
クオン（Quon）は、UDトラックス（2010年1月31日までは日産ディーゼル工業）が2004年から製造販売する大型クラスのトラックである。ビッグサムの後継車として登場した。

## 概要
車名は「久遠」に由来。「永久」の同意語で、限りなく続く時の流れを意味する。
大型トラックで、世界初のSRSニーエアバッグ&ニープロテクタを採用、日本初のラウンドコクピットを採用、マルチアシストシートを助手席に装備、クラス最大級となるキャブチルト角65°を実現した。
ビッグサムから15年ぶりのフルモデルチェンジとなる。発売後約3か月間はビッグサムとの併売であった。キャブバックパネルとダブルキャブ車のリアドアはビッグサムの流用。
大型トラックで、世界初の尿素SCR触媒を採用し、いち早く平成17年排出ガス規制に適合した。エンジンはV型を廃止して直列6気筒のGE13系とMD92系に統合された。
「FLENDS」（フレンズ）と名付けられた同社の尿素SCRシステムは、前段階の酸化触媒に加え、排気ガス中に噴射される尿素水のAdBlueを還元剤としてアンモニアを生成し、NOxと結合させることで窒素・水・二酸化炭素に分解するNOx後処理装置を搭載している。
大型トラックベースの総輪駆動除雪車では日本で生産している唯一の車種であり、日野自動車とUDトラックスの親会社であるいすゞ自動車にOEM供給されている。日野といすゞではプロフィアやギガの車名を付けず、単に大型除雪車として販売している。
大型セミトラクタでは、国内トップシェアを占める。
2017年に中型トラックのコンドルが、自社生産からいすゞ・フォワードのOEMに変更されたのに伴い、国内で発売されるUDトラックスの車種では唯一の自社生産車種となった。
2022年には、側方衝突警報装置に係る協定規則（R151法規）に対応した。
トラクタは2023年のマイナーチェンジにおいて、いすゞ自動車との初の共同開発モデルとなった。単車系の内、7速MT車は2025年からギガのOEM車となったため、自社生産モデルはトラクタ全車型と単車系のESCOT搭載車・12速MT車のみとなった。

## 沿革

### 初代（2004年 - 2017年）
- 2004年（平成16年）

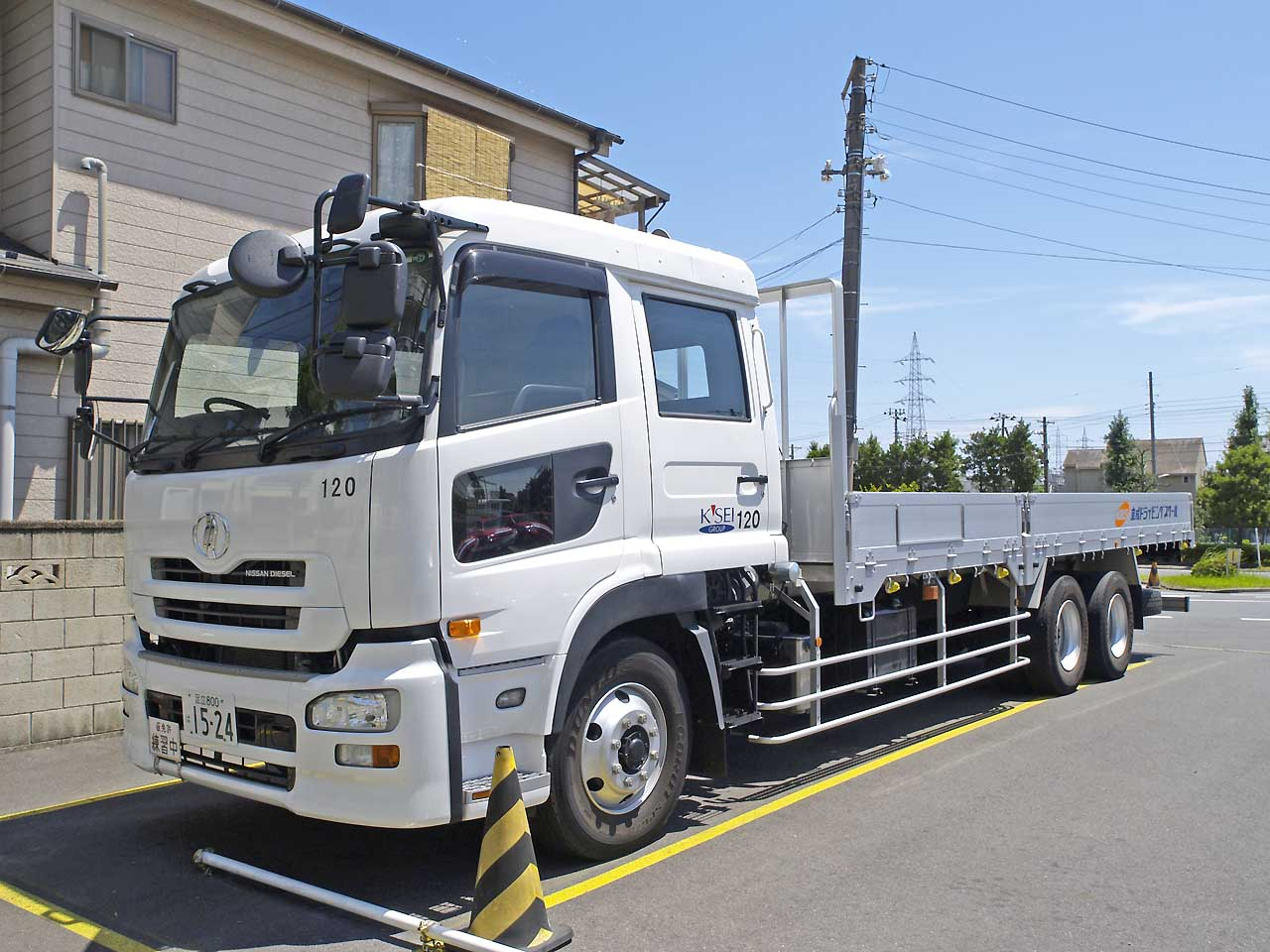
初代クオンCD（教習車）

  - 10月7日 - 平成17年排出ガス規制対応に向けFLENDS技術の実用化を宣言する。
  - 11月18日 - ビッグサムがフルモデルチェンジして、クオンとなる。（単車系:CD6x2/CG8x4/GVW25tクラス） キャブ後面パネルはビッグサムの流用で、ステアリング、メーター、シュノーケルもビッグサム6型と同じものである。
- 2005年（平成17年）
  - 5月18日 - 6車系151車型をクオンシリーズに追加。
  - 6月1日 - 除雪車をフルモデルチェンジして追加。
  - 6月30日 - トラクタをフルモデルチェンジして追加。（12車系189車ラインナップ）
  - 10月3日 - グッドデザイン賞を受賞[4]。（ADG-CD4ZA）
- 2006年（平成18年）
  - 2月2日 - 日経産業新聞賞（日経優秀製品・サービス賞2005）を受賞。
  - 6月1日 - GKシリーズが重量車燃費基準を達成。
  - 9月26日 - 単車系が重量車燃費基準を達成、販売台数の約4割が重量車燃費基準を達成。
- 2007年（平成19年）
  - 1月16日 - トラクタの重量車燃費基準を達成、車種バリエーションの拡大、NDSC(ESP)をオプション設定。
  - 10月10日 - 単車系の積載8t-15tクラスに機能を追加。ESCOT-IV ATにクイックシフトライトウェイト機能を搭載、トラフィックアイブレーキ（衝突被害軽減ブレーキ）を新規設定、シャーシ重量の軽減、長距離向けAdBlueタンク55Lをオプション設定。
  - 10月 - 東風日産ディーゼル汽車（当時）での現地生産が開始され、第40回東京モーターショーに中国向け仕様が出品される。これにより初めて左ハンドル仕様が販売されることになる。
- 2010年（平成22年）
  - 2月 - 「UDトラックス」への社名変更に伴い、エンブレムなどの意匠を一部変更。この時はADG−モデルをエンブレムのみ変更した仕様であった。短期間の仕様のため、ホイールもJIS規格のままで、トラクタの角マフラーのエンブレムは日産ディーゼル時代のままである。
  - 4月20日 - マイナーチェンジ。エンジンをABボルボ製ベースのGH11（単車系）・GH13（トラクタ）に換装した他、FLENDSをSCR＋NOx吸蔵還元触媒の併用式としてポスト新長期排出ガス規制に適合。また、ホイールをJIS規格の8スタッドからISO規格の10スタッドに変更。トランスミッションは2ペダルの「ESCOT-V」を新たに設定。内装ではメーターパネル内の水温計をマルチディスプレイに統合し、代わりにAdBlue残量計を設置。ショートキャブ車は廃止された。ドアピラー部がブラックからキャブ同色に変更。 セミトラクタは補機類の配置が大きく変わり、燃料タンク後方にアドブルータンクを設置するため、それまで左側にあった角マフラーを右側に変更、それに伴い位置の後退したバッテリーケースに押し出される形で右側に3連で配置されていたエアタンクが右に１本、左側のもともと角マフラーがあった位置に2本配置し、左右に分散する形となった。
- 2011年（平成23年）8月9日 - 一部改良。オプションだった追突警報装置「トラフィックアイ」を一部を除き標準装備化。 なおこれと連動する衝突被害軽減ブレーキ「トラフィックアイブレーキ」については引き続きオプション扱い。
- 2012年（平成24年）3月12日 - 一部改良。上記「トラフィックアイブレーキ」をカーゴ系に一部を除き標準装備化。
- 2014年（平成26年）5月8日 - 一部改良。エンジンの改良、ESCOT-Vの制御改良などによる燃費向上や軽量化による積載量の増加が試みられた。また改良型の衝突被害軽減ブレーキ（AEBS）を標準装備。車線逸脱警報（LDWS）をオプション設定。ミリ波レーダー取付位置がナンバープレート上部に変更された事に伴い、バンパー形状も一部変更（ダンプ仕様のみナンバープレート取付位置がレーダー右側にオフセットで配置）されている。フロントグリル、バンパー中央部がガンメタ色に塗られる。クオンのバンパーは３分割となっているが、ガンメタ色で塗られるゾーンはこのパーツとしての分割線に沿ったものではなく、少しだけ左右のパーツにもかかっているのが特徴。メッキグリル、メッキバンパーの場合はこの塗り分けはない。また助手席側ウィンドウ下部に「Quon」の車種エンブレムが装着される。
- 2017年（平成29年）
  - 4月11日 - 単車系をフルモデルチェンジ。トラクタ、除雪車は生産継続。新型もキャブモノコックは初代と同じである。
  - 8月末 - トラクタが2代目モデルへ移行のため生産終了。
  - 12月末 - 除雪車が2代目モデルへ移行のため生産終了。これにより名実共に初代モデルは全て生産終了となった。

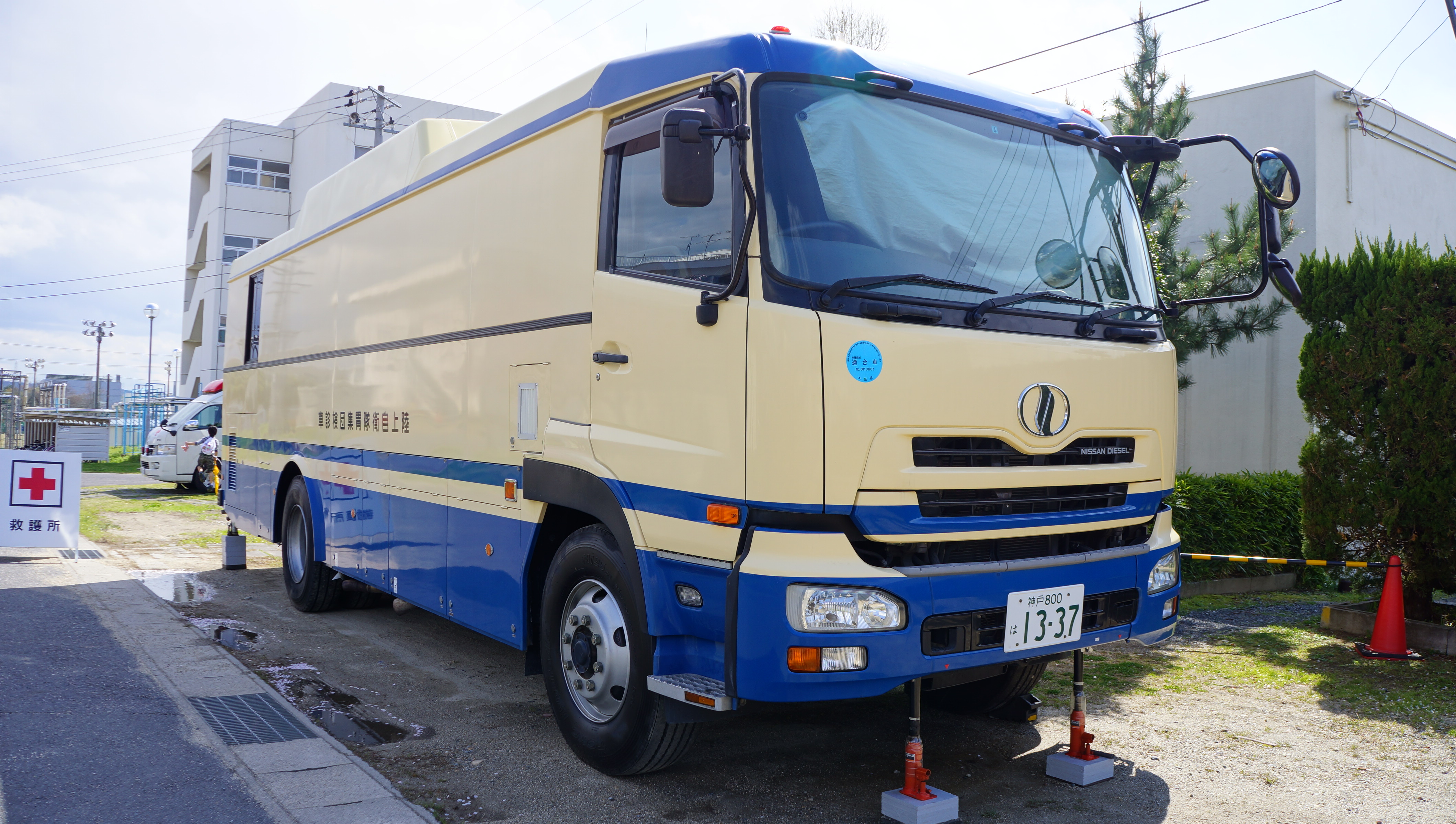
クオンCK
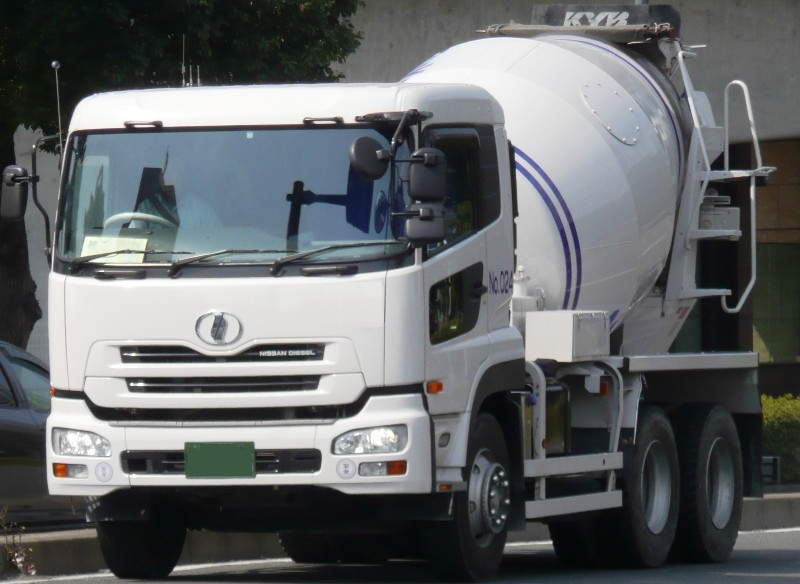
クオンCW
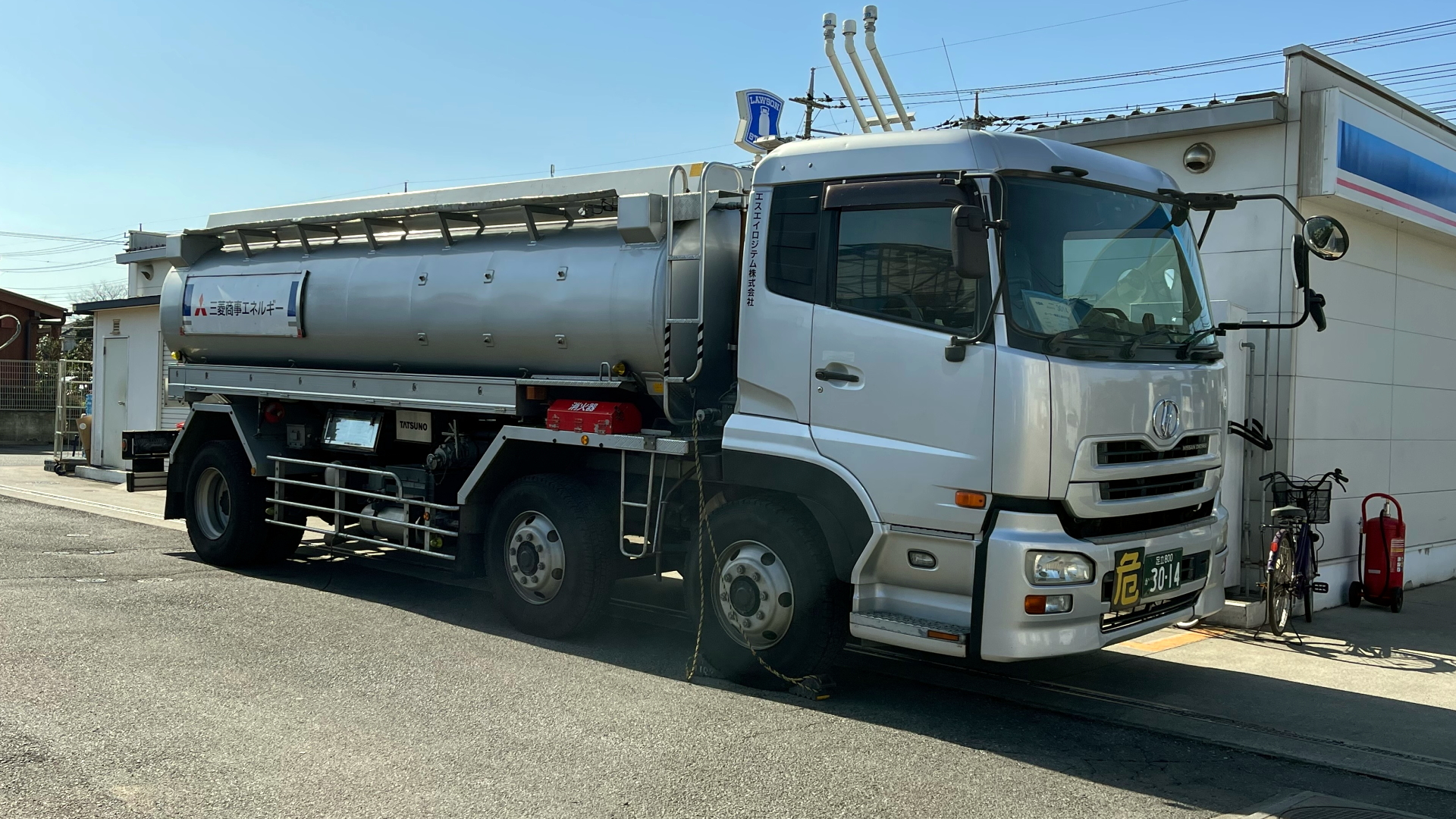
クオンCV
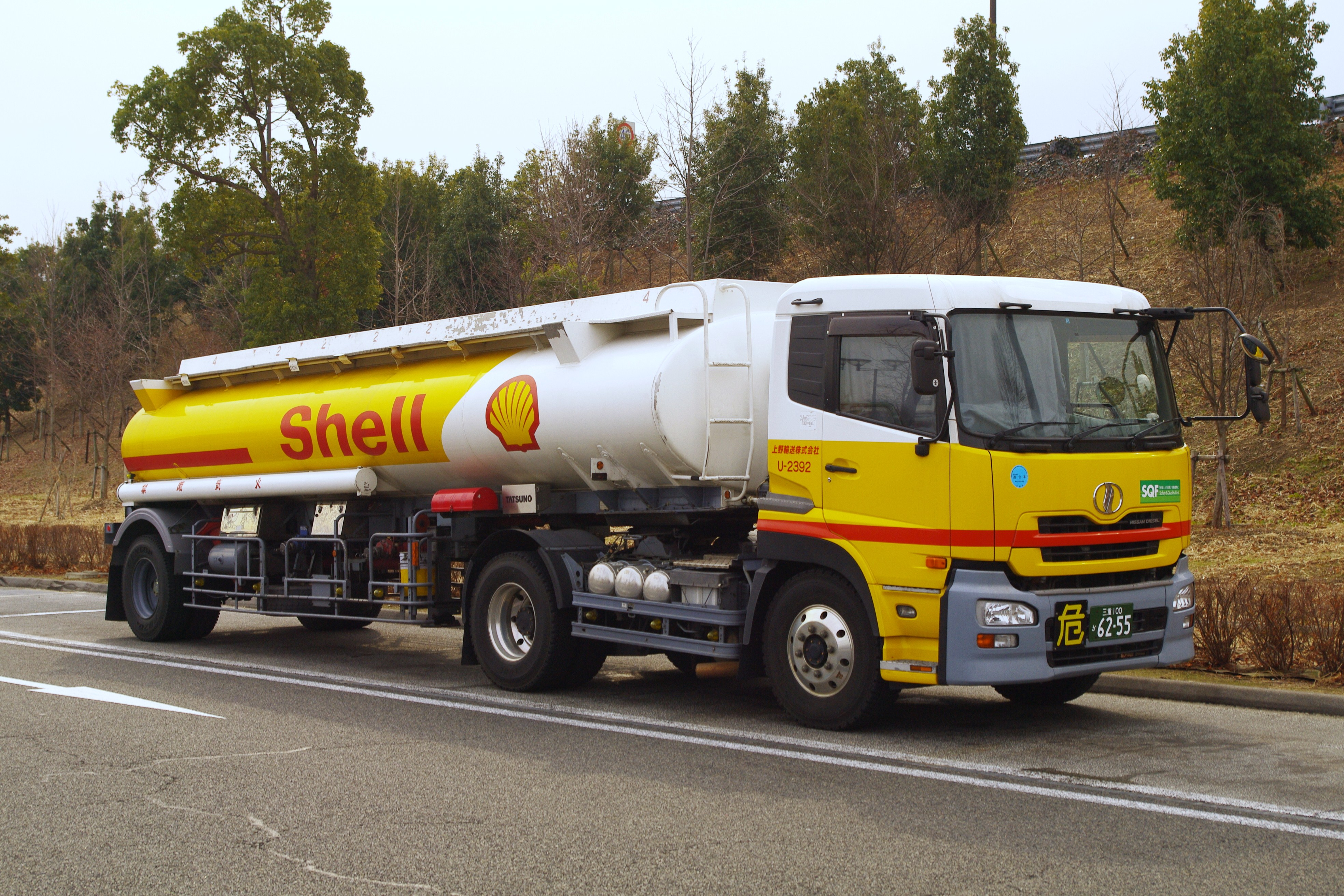
クオンGK
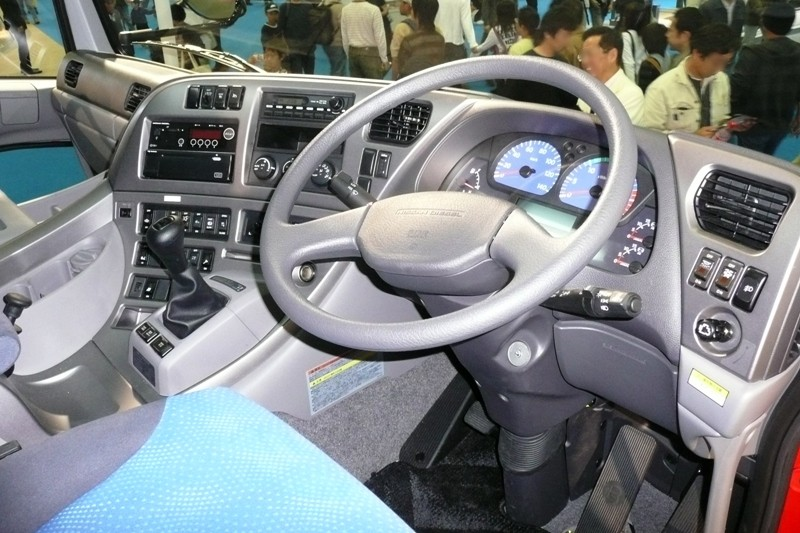
クオン車内
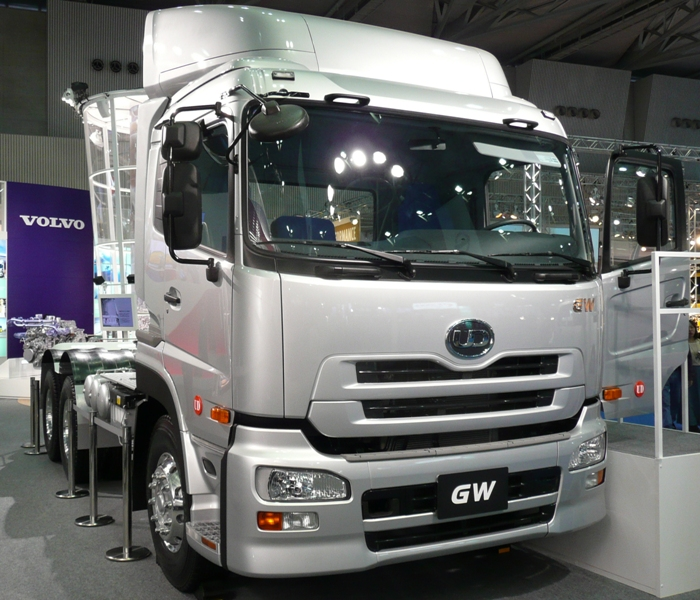
中国仕様GW
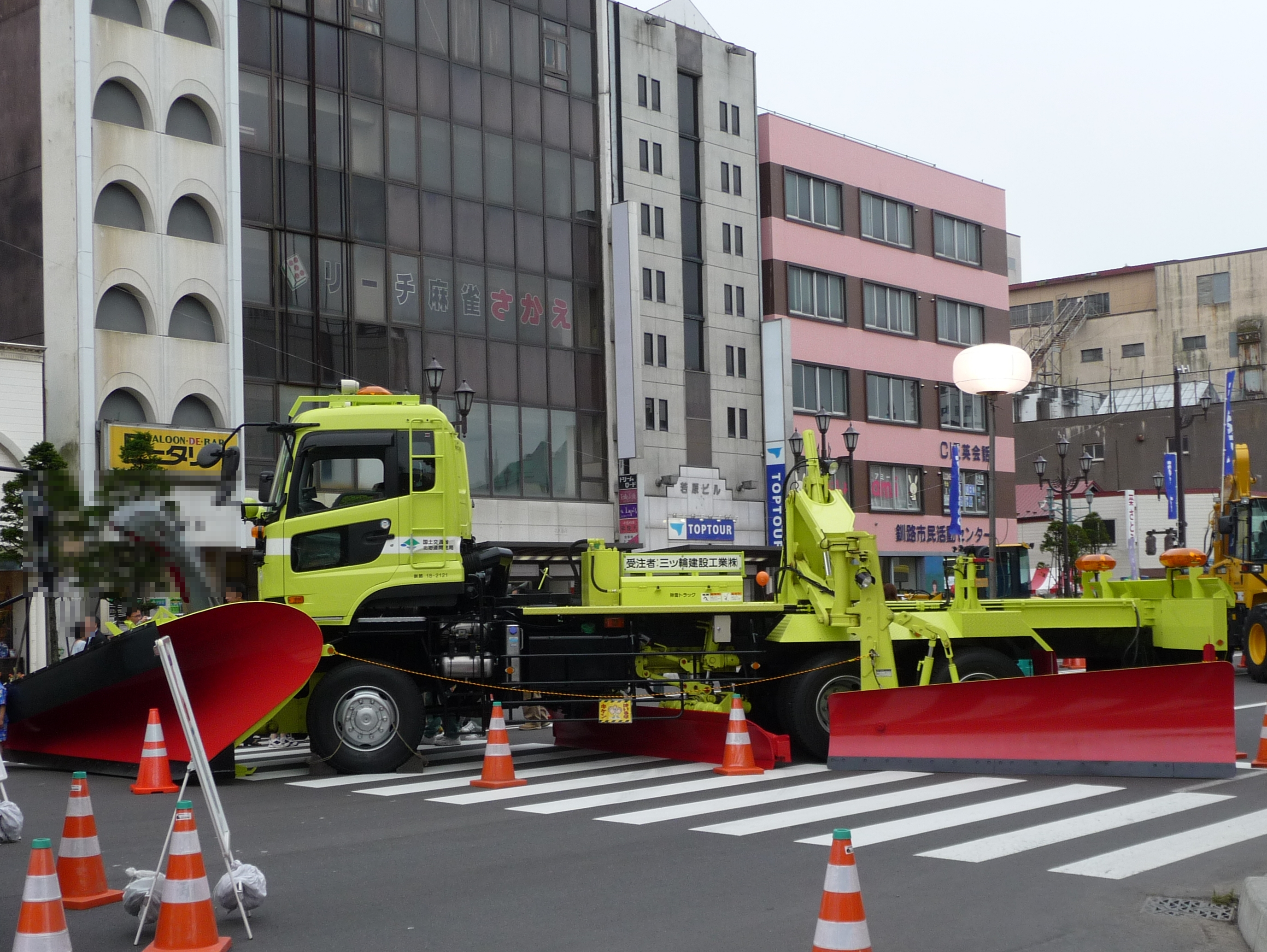
クオンCZ除雪車 北海道開発局仕様

### 2代目（単車系（ESCOT-VI搭載車・12速MT車）・トラクタ:2017年 - 、単車系（7速MT車）:2017年 - 2025年）
- 2017年（平成29年）

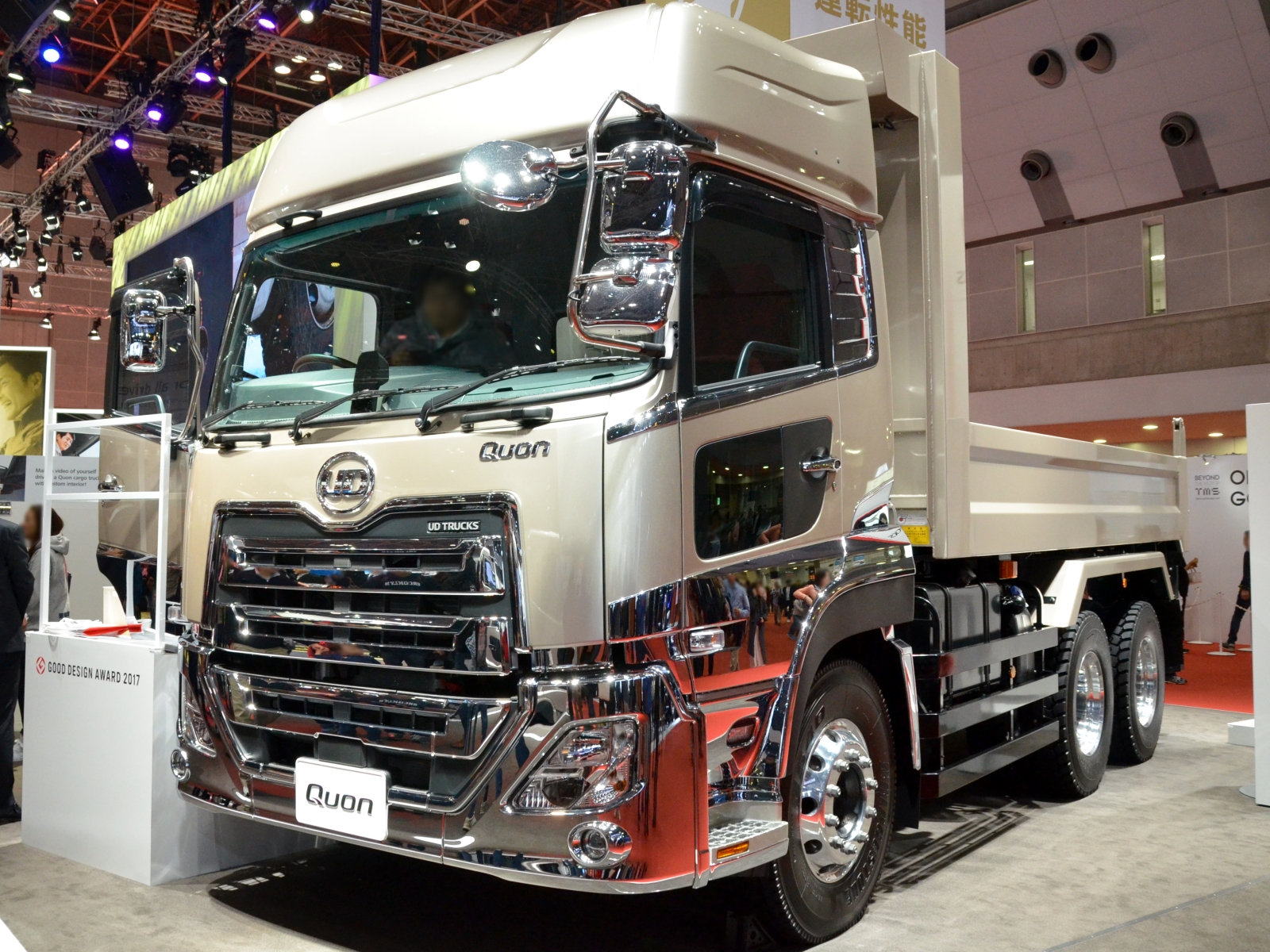
2代目クオンCW

  - 4月11日 - 単車系をフルモデルチェンジ[5]。エンジンは平成28年排出ガス規制に適合し、国産大型トラックとしては史上初となる総輪ディスクブレーキ（ベンチレーテッドタイプ）が全車に標準装備（ただし、後述する除雪車は除く）となる。これにより、後２軸・高床車（通称10輪）では、ハンドルの回転が3回半から3回に減少。最小回転半径が大きくなった。トランスミッションはESCOT-VIが新たに採用され、シフトレバーがストレート式に変更された。キャブモノコックは初代と同じである。初代は左シュノーケルがデフォルトであったが、新型は右シュノーケルに変わっている。シュノーケルのデザイン、形状は初代と同じで、そのまま形状を左右反転したものである。テールランプがレゾナ以来長らく採用されてきた規格タイプの角型から、専用デザインの異形タイプに変わった。サイドウインカーは初代はオレンジの有色レンズだったが、新型はクリアレンズに変更された。
  - 10月4日 - グッドデザイン賞を受賞[6]。
  - 10月25日 - トラクタをフルモデルチェンジ[7]。
- 2018年（平成30年）
  - 2月8日・9日 - 「ゆきみらい2018in富山」に、2代目をベースにした除雪車を参考出展[1]。
  - 3月 - 除雪車をフルモデルチェンジ。除雪車はフロントにスノープラウが装着される関係上、衝突被害軽減ブレーキなどは装備されない[2] ほか、総輪駆動の特殊車両となる関係上、総輪ディスクブレーキも装備されず従来通りの総輪ドラムブレーキとなる。
- 2021年（令和3年）
  - 7月1日 - CG後軸エアサス（ホイールベース7,520mm車）とGK（ホイールベース3,200mm車）に、電子制御ステアリングであるUDアクティブステアリングをオプション設定した。UDアクティブステアリングは、油圧式ステアリングギアの上部に電気モーターを設置し、電気モーターに付随する電子制御ユニット（ECU）が1秒間に約2000回の頻度で様々なセンサーから運転環境を感知して走行方向とドライバーの意図を判断し、あらゆる走行条件下でドライバーのステアリング操作をサポートする。UDアクティブステアリング装着車にはLDP（車線逸脱防止支援システム）も標準装備される[8]。
- 2022年（令和4年）
  - 9月14日 - 側方衝突警報装置（スマートBSIS: Blind Spot Information System）とレーンチェンジサポート搭載車を設定。スマートBSISは、時速30km以下で一般道を走行している際に死角となりやすい左側方を走行中の自転車を検知し、左折時に自転車との衝突を防止する。検知の際は、助手席側のピラーに取り付けられているインジケーターが点灯してドライバーに通知する。左折時に衝突の恐れがある場合は、インジケーターが点滅し、警報音と共にドライバーに警告する[9]。併せて、法規適合のためクラリオン製のバックカメラとモニターが全車標準装備された。
- 2023年（令和5年）
  - 3月23日 - スマートBSISとレーンチェンジサポートの機能を右折時にも拡大。新たにドライバーモニターも装備した。改良されたスマートBSISは、時速30km以下で一般道を走行している際に死角となりやすい左側方・右側方を走行中の自転車を検知し、左折時・右折時に自転車との衝突を防止する。検知の際は、運転席側（右折時）・助手席側（左折時）のピラーに取り付けられているインジケーターが点灯してドライバーに通知する。左折時・右折時に衝突の恐れがある場合は、インジケーターが点滅し、警報音と共にドライバーに警告する。UDアクティブステアリングの設定を、CDとCWにも拡大[10]。
  - 3月29日 - トラクタをマイナーチェンジ（発売は4月4日）。今回のマイナーチェンジは、いすゞ自動車との初の共同開発モデルとなり、これに合わせてギガセミトラクタ並びにギガフルトラクタ・フルキャブはクオントラクタをベースにフルモデルチェンジした。セミトラクタはギガと一部を共有しており、4×2トラクタのホイールベースは3,200mmで、最大積載量も11,500kg（第5輪荷重）となる。エンジンはGH11TDとGH13TCの2機種が用意され、トランスミッションはGH11TD搭載車が従来通りESCOT-VIを、GH13TC搭載車は新規設定となるESCOT-VIIを採用した。また、単車系と同様にUDアクティブステアリングを装備している。6×4セミトラクタ（GW）も初代以来13年ぶりに復活した。GWは、ダーククロームメッキの専用グリル、シルバーメッキのヘキサゴングリルと3本のバー、専用エンブレム、チンスポイラー、ブラック系の専用シートとブラックレザーステアリングホイールが標準装備となる[3][11][12][13][14]。カスタムグレード、本革巻ステアリングホイール、GW専用装備であるダーククロームメッキの専用グリル、シルバーメッキのヘキサゴングリルと3本のバー、専用エンブレム、チンスポイラー、ブラック系の専用シートとブラックレザーステアリングホイールはクオントラクタ専用装備となり、ギガトラクタには設定がない。ギガEK系（4×2セミトラクタ）に標準装備されているベルトインシート、フルオートエアコン、大型センターコンソール、ホット&クールボックス、保温機能付きカップホルダー、サイドミラー電動調整機能はクオンGK系ではメーカーオプションとなる[15]。

### 3代目（単車系（7速MT車）:2025年 - ）
- 2024年9月19日に単車系の内、GH11エンジンを搭載する7速MT車を2025年春から自社生産から親会社であるいすゞ自動車からギガのOEM供給に切り替える事が、いすゞ自動車とUDトラックスから発表された[16][17][18]。2024年12月19日に概要が発表され[19][20][21]、2025年4月に発売された。
- 2025年（令和7年）4月 - 発売開始。
  - いすゞからOEM供給を受ける車型は単車系の6UZ1-TCCエンジン・6UZ1-TCSエンジンを搭載する7速MT車のみとなる他、フロントグリルはコンドル（いすゞ・フォワードのOEM）やカゼット（いすゞ・エルフのOEM）同様のヘキサゴングリルを採用する。クオンに設定がないショートキャブはUDトラックスへのOEM供給は行われない。
  - ラインナップは2代目同様、カーゴ用シャシーはCW 6×4・CD 6×2R・CG 8×4低床・CX 6×4低床を、ダンプ用シャシーはCW 6×4・CD 6×2Rを、ミキサ用シャシーはCW 6×4をそれぞれ設定するが、型式名はいすゞ流となり、CGの場合、エアサス車がBYJ（ギガはCYJ）、リーフサス車がBYH（ギガはCYH）となる。
  - ギガで設定されているダンプ完成車シリーズも「パーフェクトQuon」として発売する。
  - インテリアもギガの茶系とは異なり2代目同様に黒系を採用する。安全装備はギガと同一となり、2代目では未設定となっている標識連動型スピードリミッターとドライバー異常時対応システム（EDSS）をメーカーオプションで設定する他、2代目にはUDアクティブステアリングとセットで設定されている装備のうち、LDP（車線逸脱抑制機能）は標準装備となるが、LKA（レーンキープアシスト）はメーカーオプションとなる。MIMAMORIに関しても、ギガと同様にセンターディスプレイに標準装備される[22]。
  - 但し、6UZ1-TCCエンジンを搭載する9速MT車、フルトラクタ・ショートキャブ、薬剤散布車はOEM供給の対象外となる他、GH11エンジンを搭載する単車系の内、ESCOT-VI搭載車、12速MT車、除雪車、薬剤散布車は2代目を継続して販売する。

## エンジン
現在
- GH11・GH13エンジン
- 6UZ1-TCC・6UZ1-TCSエンジン

過去
- GE13エンジン
- MD92エンジン

## ミッション
- ESCOT-VII（2代目　UDトラックス）
- ESCOT-VI（2代目　UDトラックス）
- ESCOT-V（1代目　UDトラックス）
- ESCOT-AT IV（1代目　日産ディーゼル）
- ESCOT-III
- ESCOT-Plus1
- ESCOT-II（フルトレーラのみ設定）
- DOD12段マニュアルトランスミッション
- DOD7段マニュアルトランスミッション
- OD6段マニュアルトランスミッション

## グレード
- 標準車
- エルディカルゴシリーズ(タイプG・タイプX)
  - エルディカルゴ タイプGはESCOT-Plus1型トランスミッションを標準装備。エルディカルゴ タイプXはESCOT-AT Ⅳ型トランスミッションやコンパクトリターダー、坂道発進補助機能装置のEHS(イージー・ヒル・スタート)の標準装備に加え、鏡面電動ミラー、オートエアコン、ホット&クールBOXやベッド空調等といった各種機能装備・快適装備を標準装着する。
- CUSTOM

## ラインナップ
単車系
- CK 4×2 (駆動:2-4D)
- CD 6×2R (駆動:2-4D・4)
- CV 6×2F (駆動:2・2-4D) ※フロントステップは左右非対称で、運転席側のみステップが拡大されている。
- CW 6×4 (駆動:2-4D・4D)
- CX 6×4低床 (駆動:2-4D・4D)
- CG 8×4低床 (駆動:2・2-4D・4D)
- CF 4×4除雪車 (駆動:2D(S)-4D)
- CZ 6×6除雪車 (駆動:2D(S)-4D・4D)
- CB 8×8除雪車 (駆動:2D(S)・2D(S)-4D・4D)
- WD 6×4構内専用車 (駆動:2-4D・4D)
  - いすゞ自動車向けの車種は、3代目ギガフルトラクタ（フルキャブのみ）と除雪車のOEM車共、型式記号先頭のCがSとなる。日野自動車向けの除雪車のOEM車は、型式記号先頭のCがHとなる。

トラクタ系
- GK 4x2 (駆動:2-4D)
- GW 6x4 (駆動:2-4D・4D)
- CV-P 6x2 フルトラクタ (駆動:2・2-4D)
- CW-P 6x4 ポールトラクタ (駆動:2-4D・4D)
  - 3代目ギガセミトラクタは、型式記号先頭のGがEとなる。

## パーフェクトQuon（メーカー完成車シリーズ）荷台メーカー
- ウイングバン - 日本フルハーフ、日本トレクス
- 冷蔵ウイングバン - 日本トレクス
- ダンプ - 新明和工業、極東開発工業

## その他
2008年までは日産ディーゼルの企業CMが放映されていて、このCMにクオンが登場する（これ以前はクオンとしてのCMが流れていた）。CMはテレビではTVSライオンズアワー（テレ玉 水曜日のみ）で、ラジオでは文化放送ライオンズナイターやNACK5 SUNDAY LIONS（NACK5）でそれぞれ流された。また、日産・デュアリスのCMの最後にゼロのキャリアカーとして登場していた。
2014年にはタカラトミーの玩具シリーズ「トランスフォーマー」30周年を記念したオフィシャルカー「コンボイトレーラー」としてキャンペーン走行を行っている。名称はトレーラーだが、実際に使われているのは低床4軸のカーゴである。